# Росселли, Джизель
Жизель Росселли (англ. Giselle Rosselli) — австралийская певица, мультиинструменталист и продюсер, также выступающая под мононимом Джизель. Записала вокальные партии к песне дуэта Flight Facilities, «Crave You». Песня заняла 19 в Hottest 100 of 2010 по итогам опросов радиослушателей Triple J. В 2010 году песня Росселли «They Stay Down Deep» прозвучала в британском сериале Молокососы (4 сезон, 7 серия). В апреле 2012 года Росселли выпустила свой сольный сингл «Silk», который получил раскрутку благодаря радиоведущему Triple J Ричарду Кингсмиллу.

## Биография
Джизель Росселли родилась и выросла в Сиднее. Является дочерью архитектора, Луиджи Росселли и визуального художника Джульет Холмс Курт. Имеет двух братьев. Выросшая в творческой семье, она начала сочинять свою собственную музыку. Изучала математику в Мельбурнском университете, но в середине 2010 года оставила его, чтобы продолжить свою музыкальную карьеру.
Сотрудничала с электро-инди-дуэтом Flight Facilities при записи композиции «Crave You». Дуэт, состоящий из Уго Грузмана и Джеймса Лайелла в 2009 году начал делать ремиксы на песни других исполнителей. Росселли вместе с дуэтом выступила соавтором «Crave You». Ремикс на «Crave You» был показан на MTV благодаря рэп-исполнителю Джею Энтендли, ранее известному как The Kid Bilal. Ремикс получил название «She Craves Me».
Позже изданию In the Mix Грузман рассказал, как он связался с Росселли, чтобы та помогла записать композицию. Росселли встретилась с Грузманом в середине 2009 года. Он был поражён её игрой на ксилофоне. Он рассказывал: «После того, как я услышал её вокал, я понял, что именно она должна была помочь с песней. Мы прислали ей готовую инструментальную композицию и она разбавила её своим вокалом. Мы рады, что нам удалось поработать с ней. Она просто великолепна». Песня заняла 19 место в Hottest 100 of 2010 по итогам опросов радиослушателей Triple J.
В октябре 2010 года записала вокальные партии для одноимённого дебютного альбома Bag Raiders. В том же году песня Росселли «They Stay Down Deep» прозвучала в британском сериале Молокососы (4 сезон, 7 серия).
В апреле 2012 года Росселли выпустила свой сольный сингл «Silk», который получил раскрутку благодаря радиоведущему Triple J Ричарду Кингсмиллу. Вокал певицы был хорошо оценён Чэдом Хиллардом из музыкального портала HillyDilly. В октябре 2012 года Джизель выпустила сингл «Nigerian Rubiks Cube».